# Azteca Productions
Azteca Productions es una editorial de cómics y sello editorial estadounidense fundada por el creador de cómics Richard Domínguez en 1993. La primera publicación de la compañía fue El Gato Negro #1, que presentaba el debut del personaje homónimo, en lo que ahora se considera la serie insignia de la compañía. La publicación entró en pausa durante el surgimiento y caída del mercado especulativo a finales de los 90 hasta que Domínguez regresó en 2004.

## Historia
La primera publicación de Azteca Productions fue El Gato Negro #1 (octubre de 1993) con la primera aparición del personaje del mismo nombre. La serie fue aclamada por la crítica, lo que permitió a Domínguez continuar con un arco argumental de cuatro partes. La publicación de El Gato Negro fue seguida posteriormente por el grupo de superhéroes Team Tejas en 1997. Poco después, todas las publicaciones se paralizaron durante los últimos años de la década de 1990, en los que varias editoriales independientes quebraron. Domínguez regresaría más tarde, en 2004, con una nueva serie de El Gato Negro con el escritor Michael S. Moore y el artista Efren Molina. En la actualidad, la compañía tiene varios títulos en desarrollo, entre los que se incluye una reedición de la obra del juez Margarito C. Garza ¡Relámpago!.

## Títulos notables
- The Acolyte, Demon Hunter
- El Gato Negro
- El Gato Negro, Nocturnal Warrior
- Lucha Grande
- Team Tejas

## En otros medios

### Televisión
- El Gato (2025, MGM Television, Amazon Prime Video) director Robert Rodríguez, protagonista Diego Boneta.